# Nicolas Douchez
Nicolas Douchez, född 22 april 1980 i Rosny-sous-Bois, Seine-Saint-Denis, är en fransk fotbollsmålvakt som spelar för RC Lens i Ligue 2.
Douchez har under sin karriär spelat för Le Havre, Châteauroux, Toulouse, Rennes och Paris Saint-Germain.